# Йоанис Пануцопулос
Йоанис Пануцопулос, известен като капитан Зиряс и Гьозайтис (на гръцки: Ιωάννης (Γιάννης) Πανουτσόπουλος ή Καπετάν Ζήριας (Ζήρειας) ή Γκιοζαΐτης), е гръцки революционер, деец на гръцката въоръжена пропаганда в Македония от началото на XX век и на ЕДЕС.

## Биография
Йоанис Паницопулос е роден в Куци, Коринтско, Кралство Гърция. Присъединява се към гръцката пропаганда в Македония и ръководи собствена чета в Западна Македония. Подпомаган е от Адамантиос Манос.
През юли 1943 година се включва със своята чета в ЕДЕС на Наполеон Зервас в района на Пелопонес.